# دياني واتسون (سياسية)
دياني واتسون (بالإنجليزية: Diane Watson)‏ (و. 1933  م) هي سياسية، ودبلوماسية، وعالمة نفس، وأستاذة جامعية أمريكية، ولدت في لوس أنجلوس، هي عضوةٌ في الحزب الديمقراطي.

## مناصب
تولت منصب عضو مجلس النواب الأمريكي (6 يناير 2009–3 يناير 2011)
- عضو مجلس النواب الأمريكي (4 يناير 2007–3 يناير 2009)[3]
- عضو مجلس النواب الأمريكي (4 يناير 2005–3 يناير 2007)[3]
- عضو مجلس النواب الأمريكي (7 يناير 2003–3 يناير 2005)[3]
- عضو مجلس النواب الأمريكي (3 يناير 2003–3 يناير 2011)
- عضو مجلس النواب الأمريكي (7 يونيو 2001–3 يناير 2003)[3]
- عضو مجلس النواب الأمريكي (5 يونيو 2001–3 يناير 2003)
- سفير الولايات المتحدة لدى ولايات ميكرونيسيا المتحدة [الإنجليزية]‏ (1999–2000)
- عضو مجلس ولاية كاليفورنيا  [لغات أخرى]‏ (5 ديسمبر 1994–7 ديسمبر 1998)
- عضو مجلس ولاية كاليفورنيا  [لغات أخرى]‏ (6 ديسمبر 1982–3 ديسمبر 1990)
- عضو مجلس ولاية كاليفورنيا  [لغات أخرى]‏ (4 ديسمبر 1978–6 ديسمبر 1982)
- عضو  [لغات أخرى]‏ (1975–1978)[3]
- سفير

.

## التعليم
تعلمت في جامعة كلاريمونت للدراسات العليا ‏، وتحصلت منها على دكتوراة في الفلسفة (حتى 1987)، وتعلمت في جامعة ولاية كاليفورنيا (لوس أنجلوس)، وتحصلت منها على ماجستير في العلوم (حتى 1967)، وتعلمت في جامعة كاليفورنيا، لوس أنجلوس، وتحصلت منها على بكالوريوس في الفنون (حتى 1956)، وتعلمت في كلية كينيدي بجامعة هارفارد، وتعلمت في كلية لوس أنجلوس سيتي ‏، وتعلمت في Susan Miller Dorsey High School ‏
.

## روابط خارجية
- دياني واتسون على موقع ميوزك برينز (الإنجليزية)
- دياني واتسون على موقع إن إن دي بي (الإنجليزية)